# سان لورنزو د کالاتروا
سان لورنزو د کالاتروا (به اسپانیایی: San Lorenzo de Calatrava) یک منطقهٔ مسکونی در اسپانیا است که در سیوداد رئال واقع شده‌است. سان لورنزو د کالاتروا ۱۰۵٫۷۳ کیلومتر مربع مساحت دارد.